# Fissidens subhumilis
Fissidens subhumilis là một loài Rêu trong họ Fissidentaceae. Loài này được Catches. mô tả khoa học đầu tiên năm 1980.